# 耶律陈六
耶律陈六，辽国官员。契丹人。封陳國王。    
辽道宗清宁九年（1063年）七月，耶律陈六随同皇太叔耶律重元、楚國王耶律涅鲁古叛乱，参与者还有同知北院樞密使事蕭胡覩、衛王貼不、林牙涅剌溥古、統軍使蕭迭里得、駙馬都尉參及弟朮者、圖骨、旗鼓拽剌詳穩耶律郭九、文班太保奚叔、內藏提點烏骨、護衛左太保敵不古、按答、副宮使韓家奴、寶神奴等四百人，事情失败，被杀。